# Daratumumab
Daratumumab is een experimentele monoklonale antistof die wordt ingezet tegen multipel myeloom. Daratumumab bindt aan CD38.
Daratumumab werd oorspronkelijk ontwikkeld door Genmab, maar wordt nu doorontwikkeld in samenwerking met Janssen Biotech, een dochteronderneming van Johnson & Johnson.  De wereldwijde rechten op het medicament van Genmab zijn door Janssen Biotech overgenomen.

## Klinische trials
In juni 2012 werden bemoedigende resultaten gemeld voor een fase I/II klinische trial met betrekking tot patiënten met terugkerend multipel myeloom.  Nieuwere onderzoeken laten opnieuw veelbelovende resultaten zien.